# Лопатоноги
Лопатоноги или Скафоподи (Scaphopoda) е клас морски мекотели пригодени за ровещ начин на живот. Често поради формата на черупката си, която прилича на слонска бивна са наричани и „морски зъби“. До края на 19 век в някои коренни народи от Северозападна Америка черупки от представители на класа са използвани като валута и притежанието им е било символ за висок социален статус.

## Класификация
Представителите на типа се появяват през ордовик. Съвременните видове наброяват около 900 – 1000 вида систематизирани в два разреда с общо 26 рода.

## Разпространение и местообитание
Лопатоногите са соленоводни мекотели обитаващи основно плитки крайбрежни райони. Обитанията им са свързани с дъното на водоемите, където се заравят. Срещат се на дълбочина от 6 до 4570 m под морското равнище. Обикновено се откриват заровени в морското дъно представляващо тиня, кал до средно груб чакъл. Представителите на двата разреда имат известни различия в начина на заравянето. Тези от разред Gadilida в плен е установено, че се заравят на дълбочина до 30 cm. Видовете от разред Dentaliida се заравят точно под нивото на субстрата.

## Анатомия
Тялото е удължено и е двойносиметрично. То е разделено на неясно обособена глава, труп и крак. Черупката дълга, конусовидна, леко извита на една страна и отворена от двата края. От предния по-широк край на черупката се подават навън главата и крака. Повечето видове са с дължина на черупката около 3 до 6 cm, но при съвременните видове варира в рамките на 4 mm до 15 cm. При фосилните видове са откривани представители с дължина около 30 cm.
Главата представлява къс коничен израстък, на върха на който е разположена устата. Върху нея се разпологат множество дълги и тънки пипала наречени каптакули. Те служат за търсене и улавяне на храната. Всяко пипало завършва с удебеление, в което има множество жлезисти клетки, отделящи лепкав секрет. Мантията обгръща тялото от всички страни. На коремната страна по протежение дължината на тялото е разположена и мантийната празнина. Тя следва формата на черупката и е отворена от двата края. Водата навлиза от задния, по-тесен отвор на черупката, а след това посредством контракции на мантията се изхвърля навън през същия отвор. Кракът е разширен на върха, а в основата му има чифт странични пластинки. При някои представители е силно удължен и завършва със зъбчат край, а при други е редуциран. При придвижване, кракът придобива лопатовидна форма, с която дълбае субстрата и вмъква тялото след него.
Храносмилателната система е представена с добре развити челюсти и радула, които подпомагат поглъщането. Стомахът и хепатопанкреасът са разположени по средата на тялото, а след няколко извивки червото се отваря в мантийната празнина посредством ануса.
Дихателна система не е развита, липсват ктенидии. Газообменът се извършва чрез дифузия в мантийната празнина посредством особени образувания на мантията.
Кръвоносната система е от лакунарен тип. Сърце липсва, а в съседство с ректума има пулсиращ синус. Циркулацията на кръвта се извършва благодарение на ритмичното съкращаване на крака.
Отделителната система е съставена от един чифт метанефридии, които се отварят в мантийната празнина в съседство с ануса.
Нервната система по устройство наподобява на тази при коремоногите. Сетивните органи са редуцирани. Наблюдават се сетивни клетки в областта около радулата, които вероятно изпълняват ролята на хеморецептори.

## Размножаване
Лопатоногите са разделнополови с външно оплождане. Гаметите се изхвърлят във водата, където се извършва оплождането. Преминават през трохофорна и велигерова ларва като през това време ларвните стадии са част от планктона. Накрая велигеровата ларва пада на дъното, където се развива възрастния организъм.

## Хранене
Лопатоногите се хранят избирателно като в менюто им влизат едноклетъчни организми и най-вече различни фораминифери.